# Christian Schumann (Dirigent)
Christian Schumann (* 14. Januar 1983 in Freiburg im Breisgau) ist ein deutscher Dirigent und Komponist.

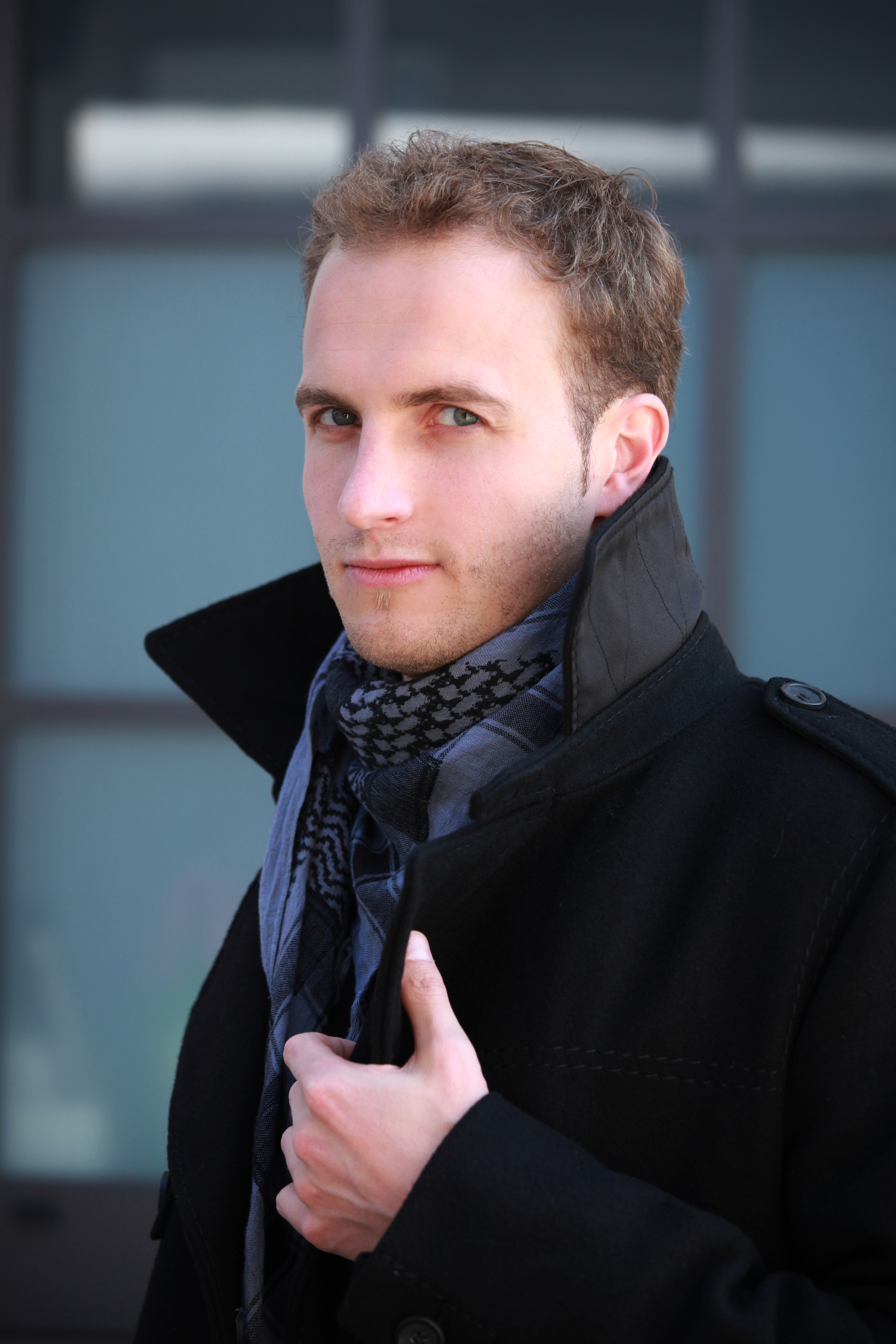
Christian Schumann

## Leben
Schumann ist der Sohn ungarischer Eltern. Er wurde früh als Pianist ausgebildet, studierte Dirigieren und Komposition an der Hochschule für Musik Franz Liszt Weimar in Weimar und wurde von Mentoren wie Péter Eötvös, Pierre Boulez, Wladimir Jurowski, George Hurst, Gustavo Dudamel und Frank Strobel geprägt.
Seit seinem Debüt an der Bayerischen Staatsoper in München führt ihn seine Tätigkeit durch Europa, nach Asien und Russland. Er dirigierte unter anderem das Aarhus Symphony Orchestra, die Hamburger Symphoniker, die Nürnberger Symphoniker, das Philharmonia Orchestra London, das London Philharmonic Orchestra, das Sinfonieorchester St. Gallen und arbeitete mit dem Sinfonieorchester des Bayerischen Rundfunks und den Wiener Symphonikern.
Seine Tätigkeit erstreckt sich über das sinfonische Repertoire, die Opernwelt, die zeitgenössische Musik und auch die Filmmusik.
Schumann ist als Komponist sinfonischer und kammermusikalischer Werke und im Bereich der Filmmusik aktiv.

## Tonträger
- Composition féminine : Musik von Komponistinnen für klassische Gitarre und Orchester vom Barock bis zur Moderne. 2004

## Kompositionen
- diadem, für Streicher und Schlagzeug, Uraufführung 2005 in Weimar
- aggregationen, für Tänzerin und Quintett, Uraufführung 2006 in Bonn
- Todesmonolog, Kammeroper, Uraufführung 2006 in Frankfurt am Main
- Anhang V, für Doppelchor, 3 Solosoprane und großes Ensemble, Uraufführung 2008 in Frankfurt am Main
- Faust Syndrom, Liederzyklus für Sopran und Orchester, Uraufführung 2012 in Frankfurt am Main

## Kompositionen für Film
- Lilith – die Zuflucht, Regie: Karsten Prühl, 2006 in Barcelona
- Im Herbst kein Lied, Regie: Karsten Prühl (2008)

## DVD
- Nosferatu : Wilhelm Murnau (1922), Musik: Michael Obst (2003)
- Die Frau, nach der man sich sehnt : Kurt Bernhardt (1929), Musik: Pascal Schumacher (2011) mit dem WDR Rundfunkorchester Köln